# Солек (Лодзинське воєводство)
Солек (пол. Sołek) — село в Польщі, у гміні Опочно Опочинського повіту Лодзинського воєводства.
Населення — 141 особа (2011).
У 1975—1998 роках село належало до Пйотрковського воєводства.

## Демографія
Демографічна структура станом на 31 березня 2011 року:
|          | Загалом | Допрацездатний вік | Працездатний вік | Постпрацездатний вік |
| -------- | ------- | ------------------ | ---------------- | -------------------- |
| Чоловіки | 66      | 12                 | 43               | 11                   |
| Жінки    | 75      | 17                 | 38               | 20                   |
| Разом    | 141     | 29                 | 81               | 31                   |